# Daniele Chinazzo
Daniele Chinazzo (Motta di Livenza, metà del XIV secolo – Treviso, 1428) è stato un cronachista che ci ha lasciato un dettagliato resoconto in volgare della cosiddetta Guerra di Chioggia.

## Biografia
Era figlio di Biachino detto Chinazzo della Motta, condottiero che nel 1346 era stato capitano di Fregona e poi del castello di Costa per conto della Repubblica di Venezia. Sospettato di tradimento, subì la confisca delle sue proprietà, mentre la moglie e i figli, compreso Daniele, venivano imprigionati. Più tardi la famiglia veniva liberata e i beni restituiti.
Nel 1369, quando i genitori erano ormai morti, il giovane Chinazzo si trovò in causa con vari cittadini di Treviso e di altri Comuni del Veneto che si erano appropriati di una parte della sua eredità. Una prima sentenza gli fu favorevole, ma nel secondo processo ebbe delle difficoltà in quanto molti testimoni si trovavano troppo distanti o erano addirittura deceduti. Gli venne incontro però il Senato veneziano che, considerato il suo stato di orfano e indigente, dichiarò valide le testimonianze rese nel primo procedimento. Questo episodio fu alla base della sua riconoscenza nei confronti della Serenissima, particolarmente evidente nella sua cronaca.
Nel 1370 era apotecario, lavorando forse in una bottega di speziale a Venezia, ma qualche tempo dopo era proprietario della spezieria "della Colonna" presso piazza delle Erbe a Treviso. In questo luogo fu scelto da molti cittadini per stipulare contratti, nei quali talvolta compariva lo stesso Chinazzo come testimone.
Allo scoppio della guerra di Chioggia, si stabilì ora a Venezia, ora a Chioggia in qualità di funzionario governativo. Dopo il conflitto tornò definitivamente a Treviso e nel 1383 ne ottenne la cittadinanza. Citato ancora come apotecario, nel 1407 divenne uno dei Provvisori della città. Fece testamento nel 1426 e morì verso la fine del 1428.
Il Chinazzo è noto specialmente per aver lasciato la più dettagliata cronaca della guerra di Chioggia di cui fu diretto testimone. Il racconto, in dialetto trevigiano, rappresenta una fonte fondamentale non solo per le azioni belliche, ma anche per le scelte politiche del governo veneziano che portarono alla vittoria sulla Repubblica di Genova. L'opera è stata edita sotto diversi titoli: una prima è la Cronica della guerra di Chioza tra li Veneziani e Genovesi pubblicata da Ludovico Antonio Muratori nel 1729 ma basata su un codice estense corrotto; seguì la Cronaca della guerra di Chioggia corretta da Giulio Antimaco, tuttavia la migliore fu La Cronica dela guerra da Veniciani a Zenovesi, basata su una copia del manoscritto del 1439 e curata da Vittorio Lazzarini.